# To verdener
To verdener es una película de drama danesa de 2008 dirigida por Niels Arden Oplev y escrita por Oplev y Steen Bille. La película está protagonizada por Rosalinde Mynster y Pilou Asbæk. Basada en una historia real, la película trata sobre una niña testigo de Jehová de 17 años que lucha por reconciliar su fe y su romance secreto con un niño no creyente. El film se estrenó en el Festival Internacional de Cine de Berlín de 2008 y fue presentado por Dinamarca para el Premio de la Academia de 2009 a la Mejor Película en Lengua Extranjera.

## Sinopsis
Sara es una adolescente que vive con su familia, que son testigos de Jehová. La imagen devota de la familia se cuestiona cuando los padres se divorcian como consecuencia de la infidelidad del padre. Una noche, en una fiesta, Sara conoce a Teis, un chico mayor que se interesa por ella. Teis no es Testigo y su padre rechaza su relación, pero Sara se enamora y comienza a dudar de su fe. Enfrentando el ostracismo de su fe y su familia, Sara debe tomar la decisión más difícil de su joven vida.

## Reparto
- Rosalinde Mynster como Sara
- Pilou Asbæk como Teis
- Jens Jørn Spottag como Andreas Dahl
- Sarah Boberg como Karen
- Anders W. Berthelsen como John
- Sarah Juel Werner como Elisabeth
- Jacob Ottensten como August
- Thomas Knuth-Winterfeldt como Jonas
- Charlotte Fich como Jette
- Hans Henrik Voetmann como Vagn
- Catrine Beck como Thea
- Hans Henrik Clemensen como Erik